# Rödersheim-Gronau
Rödersheim-Gronau ist eine Ortsgemeinde im rheinland-pfälzischen Rhein-Pfalz-Kreis, innerhalb dessen sie die am weitesten westlich liegende Ortsgemeinde darstellt. Sie gehört der Verbandsgemeinde Dannstadt-Schauernheim an.

## Geographie
Die Gemeinde liegt innerhalb der Oberrheinischen Tiefebene und bildet den westlichen Abschluss des Rhein-Pfalz-Kreises. Unmittelbar westlich schließt sich bereits der Landkreis Bad Dürkheim an. Die Gemeinde selbst besteht aus den Ortsteilen Rödersheim und Gronau sowie den Wohnplätzen Am Hochdorfer Weg, Am Brünnel, Im blauen Meer und Hof in den Fünfzig Morgen. Mitten durch den Ort verläuft der Stechgraben, der zunächst von rechts den Riedgraben und am nordöstlichen Rand von links den Kuhgraben aufnimmt.
Nachbargemeinden sind – im Uhrzeigersinn – Gönnheim, Dannstadt-Schauernheim, Hochdorf-Assenheim, Meckenheim, Niederkirchen bei Deidesheim, Deidesheim und Friedelsheim.

## Geschichte
Die Gemeinde Rödersheim-Gronau wurde im Zuge der Kommunalreform am 7. Juni 1969 aus den bisher selbständigen Gemeinden Rödersheim und Alsheim-Gronau neu gebildet und am 1. Oktober 1969 umbenannt und gehört seither dem Landkreis Ludwigshafen am Rhein, der 2004 in „Rhein-Pfalz-Kreis“ umbenannt wurde. Drei Jahre später folgte die Eingliederung in die Verbandsgemeinde Dannstadt-Schauernheim.

### Rödersheim
Rödersheim ist eine fränkische Gründung aus dem 6./7. Jahrhundert, die zum ersten Mal 858 in einem Dokument von König Ludwig dem Deutschen in der Form „Ratherisheim“ beurkundet wurde. In diesem Dokument beglaubigt Ludwig die Übertragung der Nutznießung des Ortes aus dem Besitz des Domklosters zu Speyer an den Speyerer Bischof Gebhard I. auf Lebenszeit. Mit der dort erwähnten Verpflichtung zur „jährlichen Lieferung von 4 Fudern Wein“ zählt Rödersheim zu den ältesten nachgewiesenen Weinbaugemeinden der Pfalz. Rödersheim blieb unter der Oberherrschaft des Hochstiftes Speyer bis zum Anschluss an Frankreich 1797.
Nach der napoleonischen Zeit wurde Rödersheim, seit 1817 selbstständige Gemeinde, dem Landkommissariat Neustadt im „Bayerischen Rheinkreis“, der späteren Pfalz, zugeordnet. 1862 wurde das Landkommissariat in „Bezirksamt Neustadt an der Haardt“ und 1939 in „Landkreis Neustadt an der Haardt“ umbenannt. Mit Unterbrechung von 1902 bis 1931, als Rödersheim zu dem abgeteilten Bezirksamt Dürkheim gehörte, blieb Rödersheim bis 1946 bei Bayern und kam dann zum neu gebildeten Land Rheinland-Pfalz. Nach der Auflösung des Landkreises Neustadt mit Wirkung vom 7. Juni 1969 wurde es mit Alsheim-Gronau vereinigt und in den Landkreis Ludwigshafen umgegliedert.

### Gronau
Der ehemalige Namensbestandteil Alsheim bezieht sich auf den von den Franken im 6./7. Jahrhundert gegründeten Ort, der erstmals 778 im Lorscher Codex als „Alasheim“ erwähnt wurde. Mit Gronau wurde die ehemalige Burg bezeichnet, die nordöstlich des Ortes lag und deren Entstehung im Dunkel liegt.
Alsheim, zunächst Teil des fränkischen Stammesherzogtums, dann des deutschen Königslandes behielt seinen reichsunmittelbaren Status bis 1331. In diesem Jahr wurde es, als Bestandteil der aus Reichsbesitz gebildeten Landvogtei Speyer, von Kaiser Ludwig dem Bayer an die Pfalzgrafschaft, später Kurpfalz, verpfändet und blieb bis 1797 kurpfälzisch.
Die Burg Gronau wurde zum ersten Mal 1341 erwähnt bei dem Verkauf durch den Ritter Heinrich Knebel von Katzenelnbogen an die Pfalzgrafen. Von 1363 an wurden Dorf und Burg immer gemeinsam an verschiedene Adelsfamilien verlehnt, bis die Ruinen der 1784 neu erbauten und bereits 1795 durch österreichische Truppen zerstörten Burg abgetragen und das Gelände eingeebnet wurde.
Nach der französischen Herrschaft, die von 1797 bis 1814 dauerte, gehörte die Gemeinde zunächst zum Landkommissariat Speyer, später Bezirksamt Speyer, ab 1886 zum neu gebildeten Bezirksamt Ludwigshafen, aus dem 1939 der Landkreis Ludwigshafen am Rhein hervorging. 1921 wurde Alsheim in Alsheim-Gronau umbenannt.

## Religion

### Konfessionsstatistik

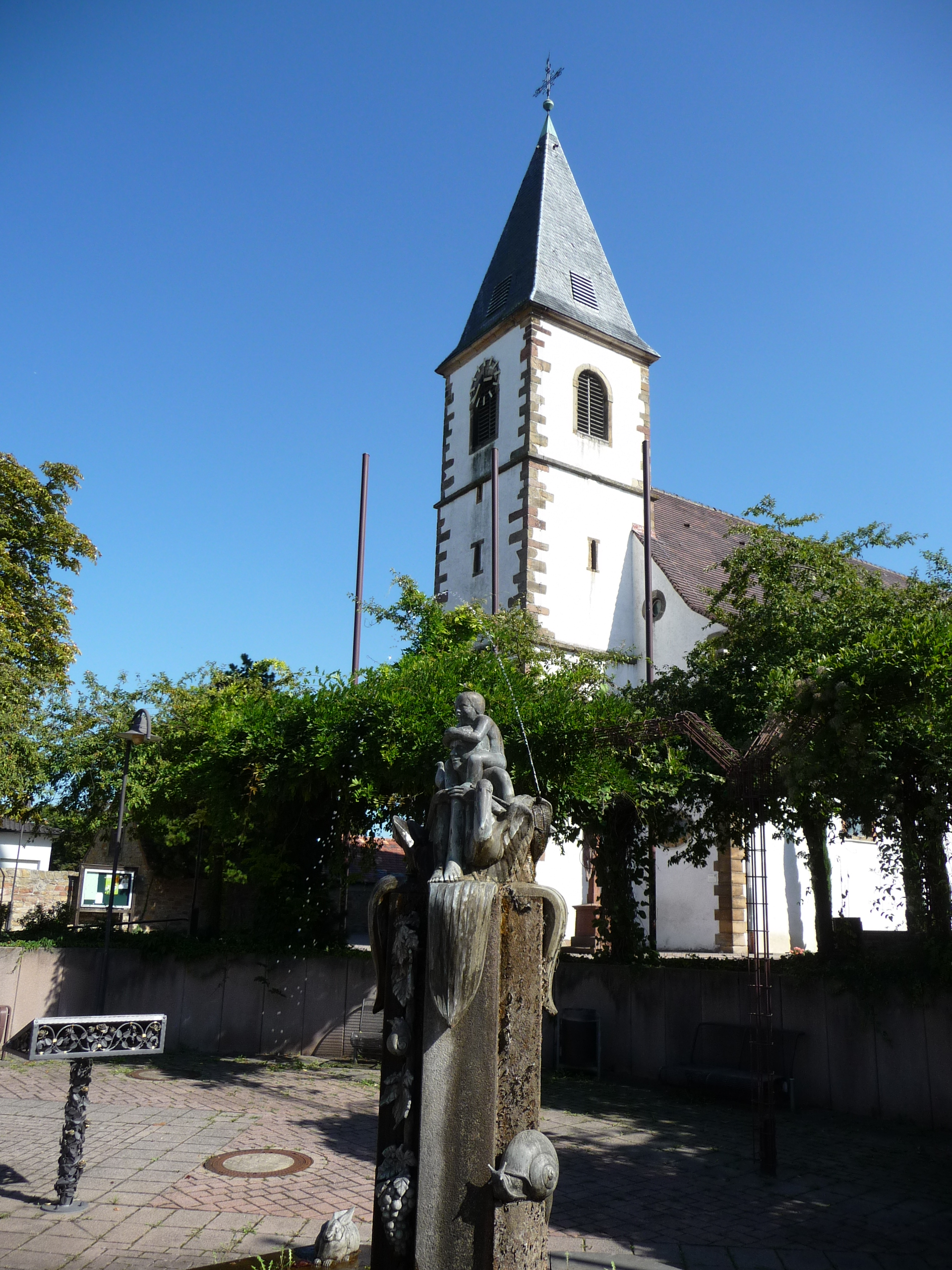
St. Leo am Marienplatz

Im Jahr 2007 waren 51,4 % der Einwohner katholisch und 25,6 % evangelisch. Die Übrige 23 % gehörten einer anderen Glaubensgemeinschaft an oder waren konfessionslos. Der Anteil der evangelischen und katholischen Kirchenmitglieder an der Gesamtbevölkerung ist seitdem beträchtlich gesunken. Mit Stand Juli 2025 waren von den Einwohnern 33,7 % katholisch, 19,5 % evangelisch und 47,8 % waren konfessionslos oder gehörten einer anderen Glaubensgemeinschaft an.

### Christentum
Die barocke katholisch Pfarrkirche St. Leo im Ortsteil Rödersheim wurde im Jahr 1738 auf den Fundamenten des Vorgängerbaus errichtet. Frühere Kirchenbauten (die erste Kirche im Ort wurde 946 erstmals urkundlich erwähnt), wurden immer wieder zerstört. Die Altäre stammen aus der Zeit des "Zopfstils" in der Phase zwischen Barock und Klassizismus. Später hinzugefügte Einrichtungselemente wurden diesen im Design angepasst, so dass die Kirche aus kunstgeschichtlicher Sicht eine Alleinstellung in der Region bietet. Beide Seitenaltäre stammen aus der 1839 abgerissenen Kapuzinerkirche Mannheim.
Nach einer Pestepidemie im 17. Jahrhundert gelobten im Jahr 1648 die 69 überlebenden Bewohner des Dorfes Rödersheim, alljährlich das Fest des Heiligen Sebastian am 20. Januar als Fast- und Abstinenztag zu begehen. Diese Tradition hat sich bis heute erhalten.

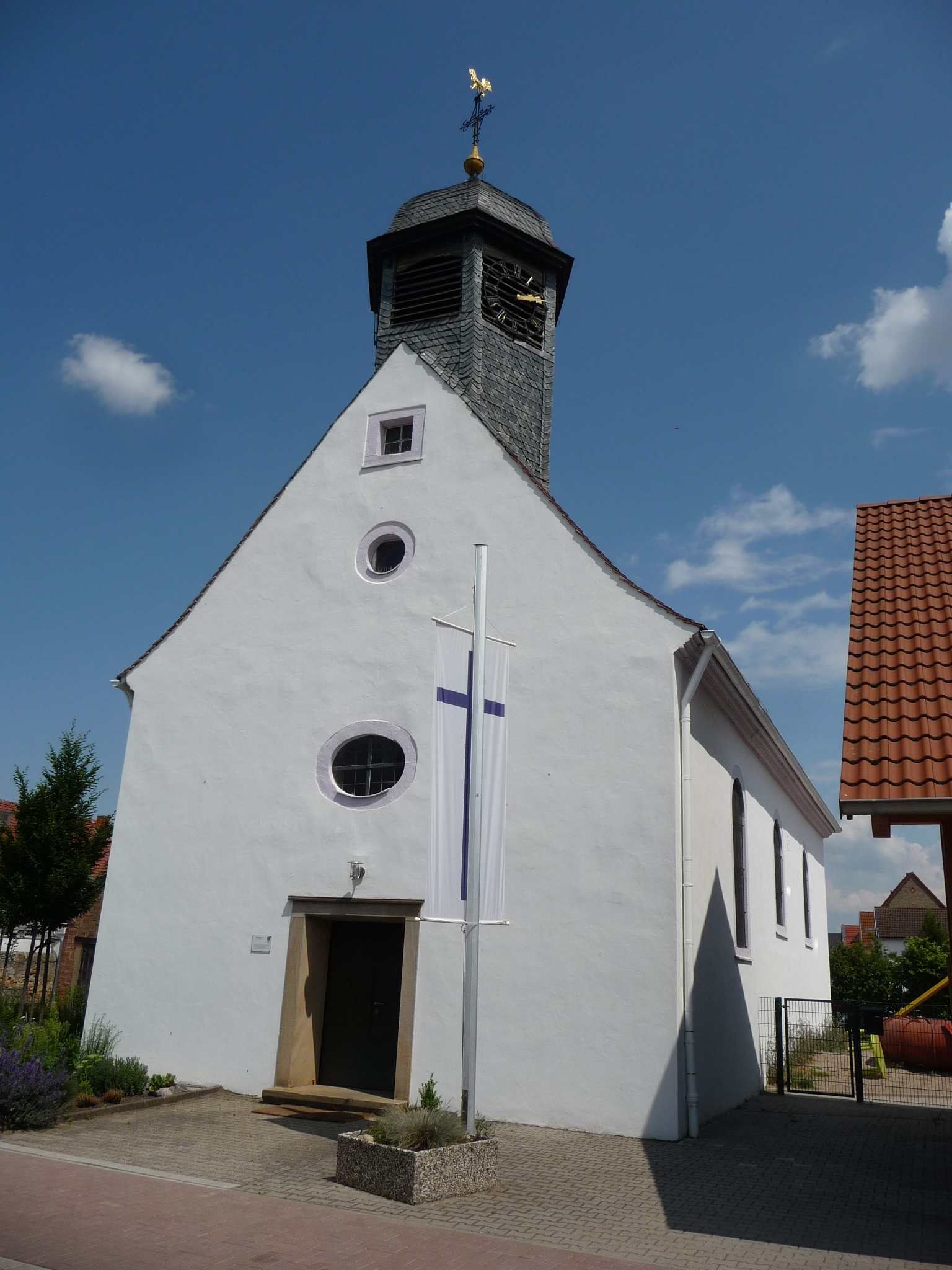
Protestantische Kirche

Die protestantische Kirchengemeinde von Rödersheim-Gronau wird von Meckenheim aus betreut und gehört zum Dekanat Neustadt.
Das Kirchengebäude ist ein Saalbau mit Dachreiter, der in den Jahren 1746 bis 1753 unter der Leitung des Mannheimer Architekten Franz Wurth errichtet wurde. Die letzte Sanierung mit neuer farblicher Fassung des Innenraums erfolgte 2014.

## Politik
Bei Bundestagswahlen gehört die Gemeinde zum Wahlkreis Ludwigshafen/Frankenthal und bei Landtagswahlen zum Wahlkreis Mutterstadt.

### Gemeinderat
Der Gemeinderat in Rödersheim-Gronau besteht aus 20 Ratsmitgliedern, die bei der Kommunalwahl am 9. Juni 2024 in einer personalisierten Verhältniswahl gewählt wurden, und dem ehrenamtlichen Ortsbürgermeister als Vorsitzendem.
Die Sitzverteilung im Gemeinderat:
| Wahl | SPD | CDU | ÖDP | FWG | Gesamt   |
| ---- | --- | --- | --- | --- | -------- |
| 2024 | 3   | 7   | –   | 10  | 20 Sitze |
| 2019 | 4   | 7   | –   | 9   | 20 Sitze |
| 2014 | 3   | 10  | –   | 7   | 20 Sitze |
| 2009 | 3   | 11  | 2   | 4   | 20 Sitze |
| 2004 | 4   | 10  | 2   | 4   | 20 Sitze |

- FWG = Freie Wählergemeinschaft Rödersheim-Gronau

### Bürgermeister
Ortsbürgermeister von Rödersheim-Gronau ist Thomas Angel (FWG). Bei der Stichwahl am 16. Juni 2019 setzte er sich mit einem Stimmenanteil von 63,36 % durch, nachdem im ersten Wahlgang keiner der ursprünglich drei Bewerber die notwendige Mehrheit erreicht hatte. Angel wurde damit zum Nachfolger von Karl Arnold (parteilos), der nach 20 Jahren im Amt nicht mehr angetreten war. Bei der Direktwahl am 9. Juni 2024 setzte er sich mit 71,7 % gegen eine Mitbewerberin durch und wurde somit für weitere fünf Jahre in seinem Amt bestätigt.

### Wappen
| Wappen von Rödersheim-Gronau | Blasonierung: „Von Silber und Blau gespalten, rechts die goldbekrönte Muttergottes in blauem Gewand, auf einer goldenen Mondsichel stehend, das goldbekrönte Kind auf dem linken Arm, in der Rechten einen blauen Reichsapfel mit goldenen Bändern und Kreuz haltend, links eine viertürmige goldene (Wasser-)Burg.“ |
| Wappen von Rödersheim-Gronau | Wappenbegründung: Es wurde 1977 von der Bezirksregierung Neustadt genehmigt. Die Muttergottes entstammt dem alten Wappen von Rödersheim, die Burg dem von Alsheim-Gronau. |

## Kultur und Sehenswürdigkeiten

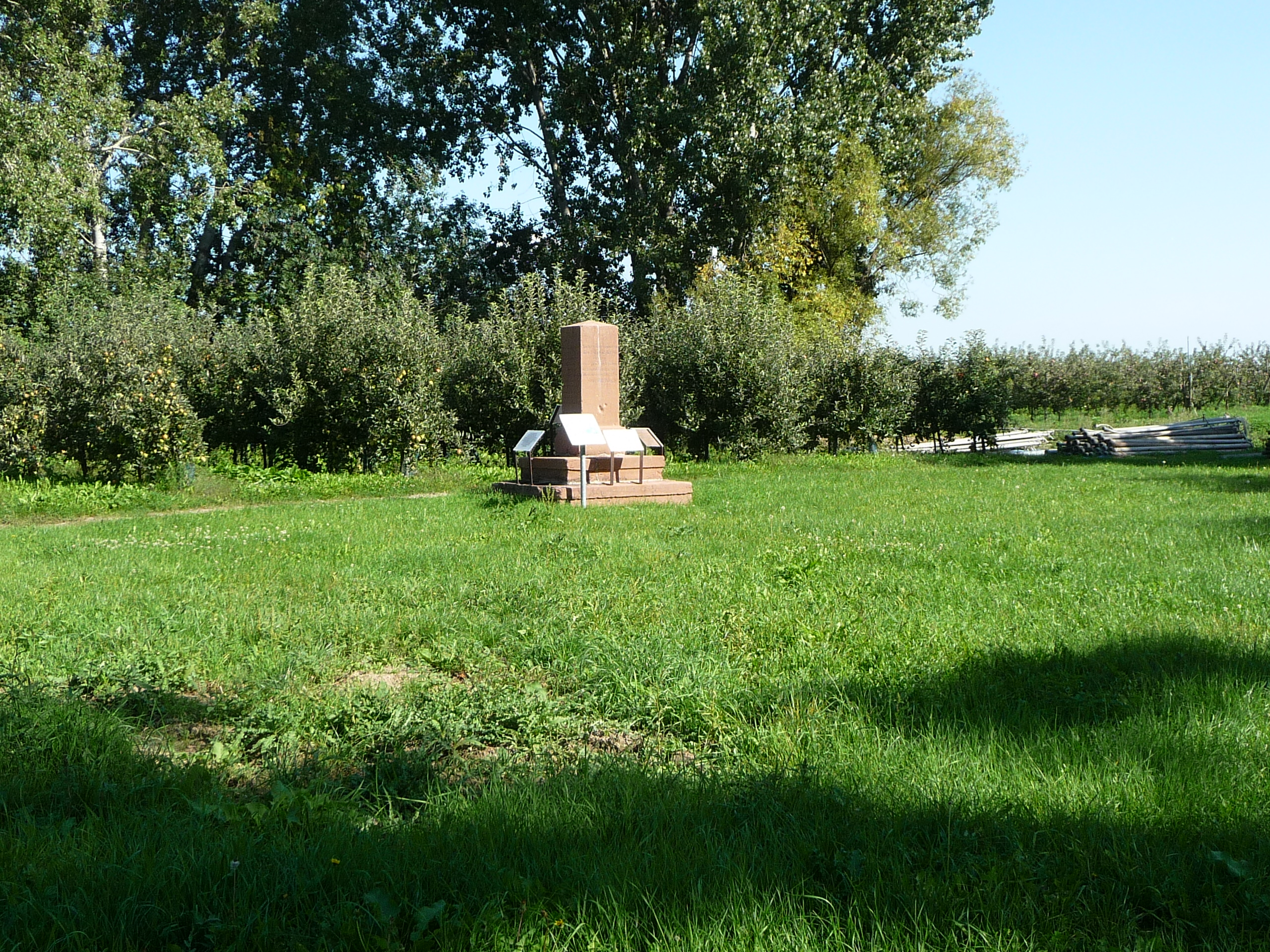
Burg Gronau
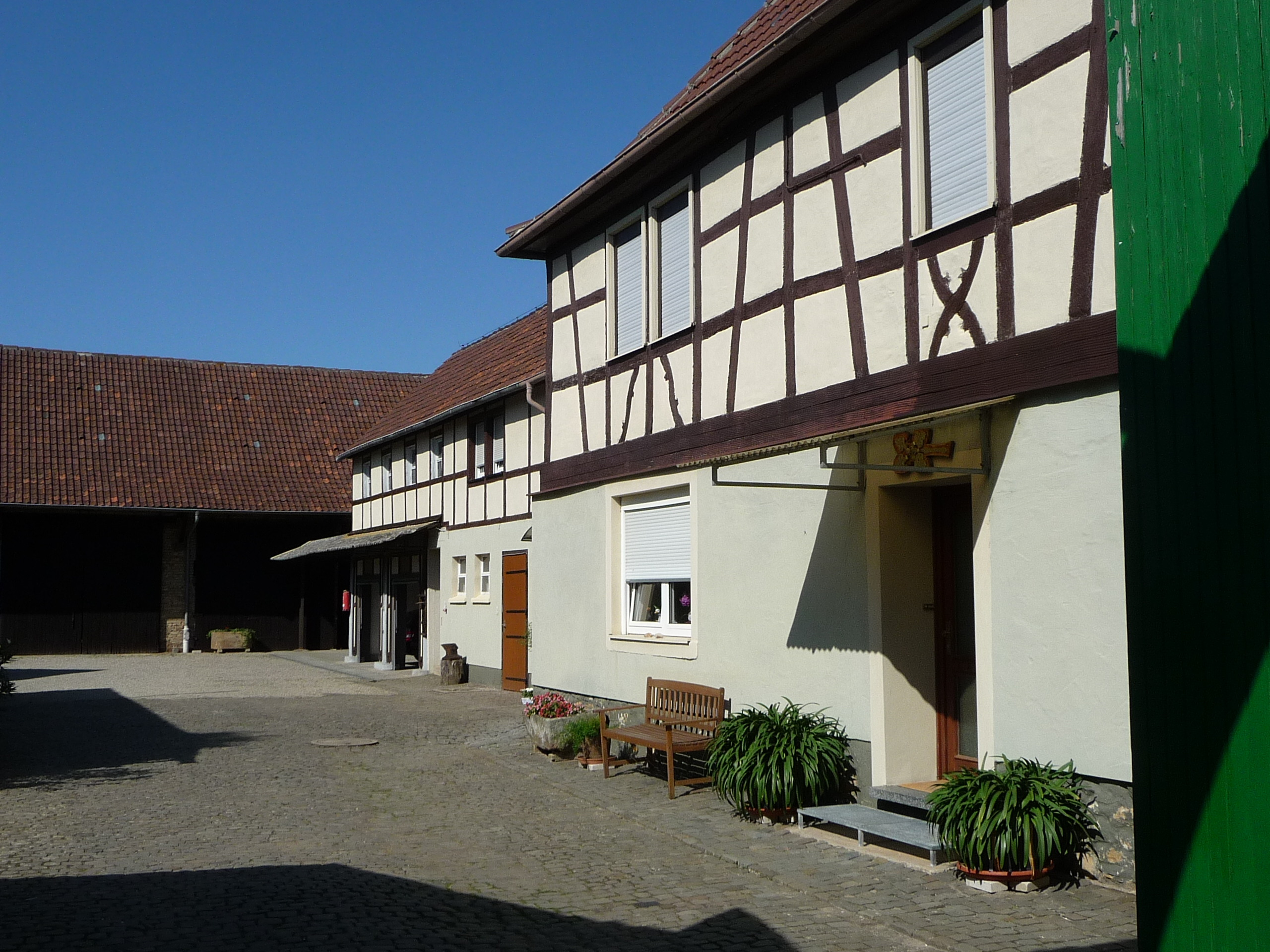
Hirschhorner Gut
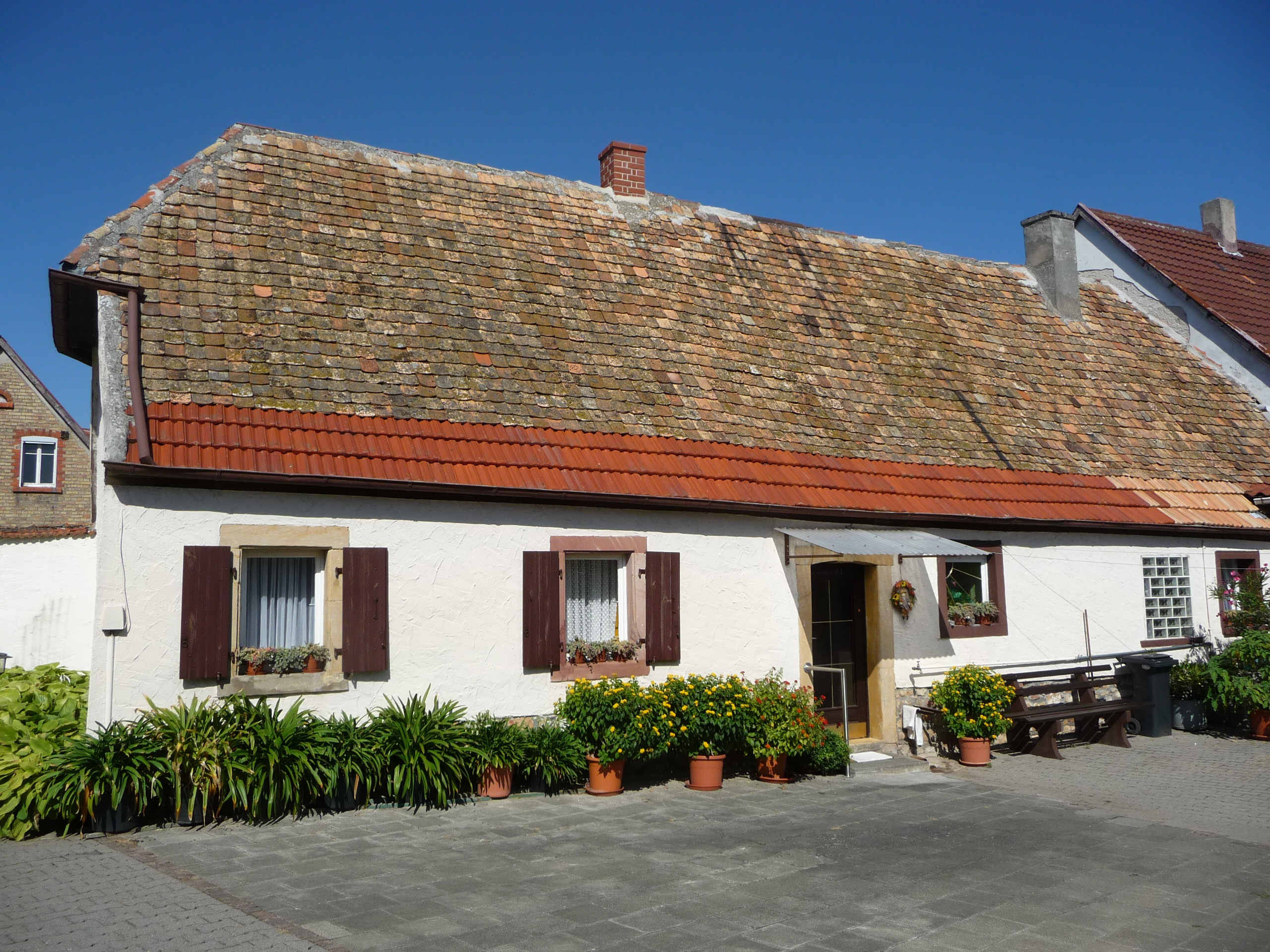
Oberhof
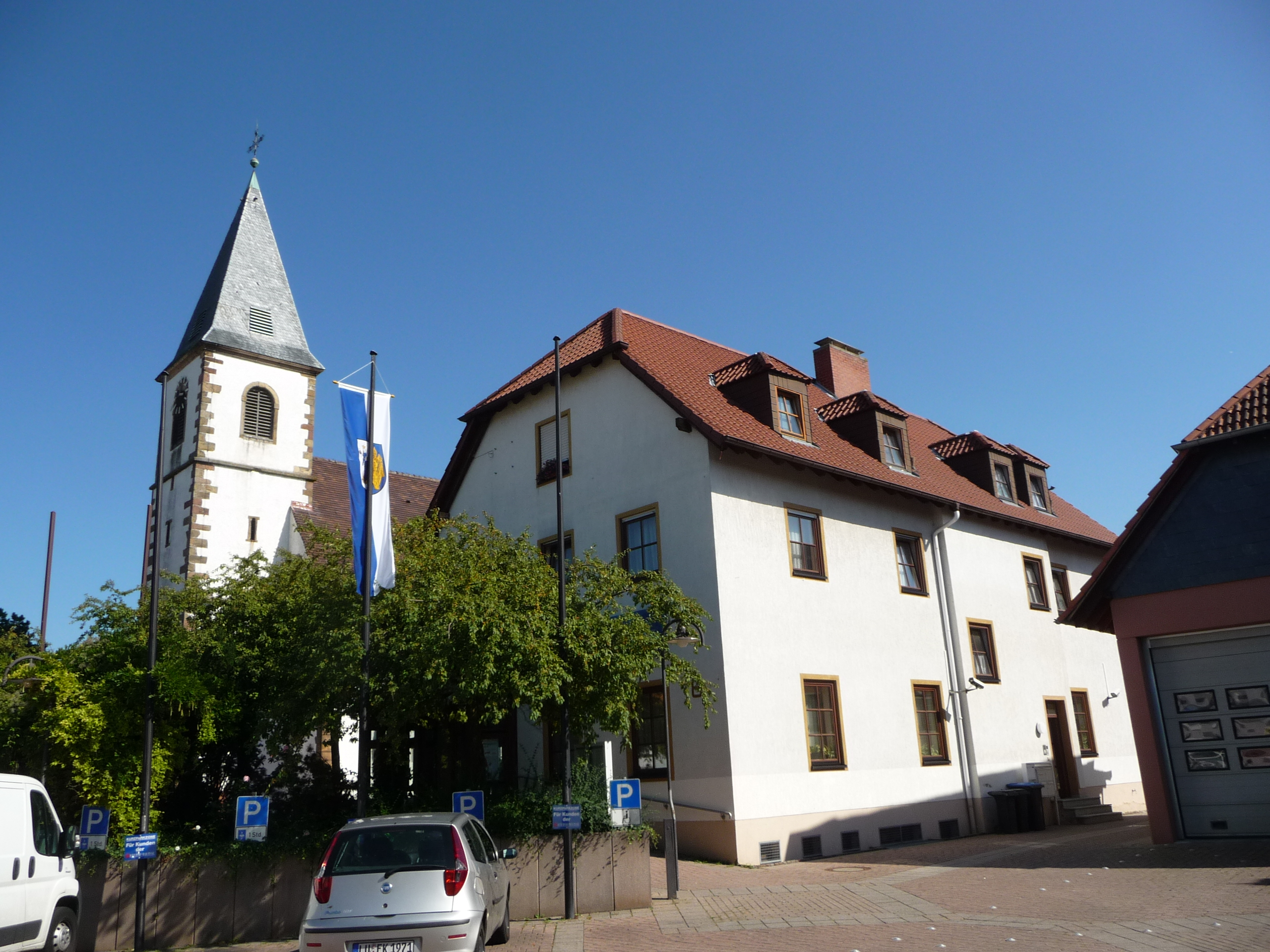
Marienplatz
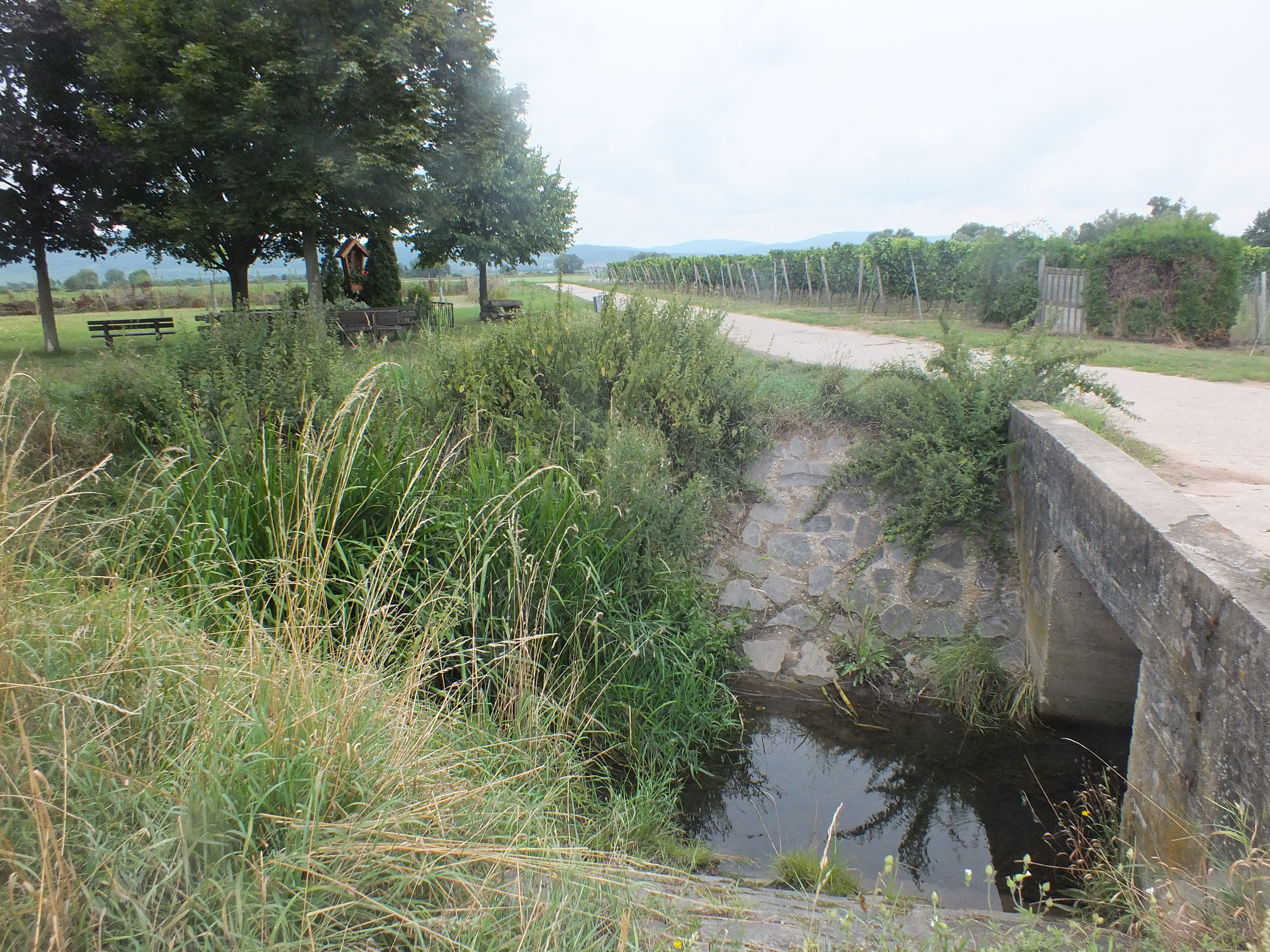
Stechgraben mit Feldkreuz und Weinbergen

Vor Ort befinden sich insgesamt 17 Objekte, die unter Denkmalschutz stehen, darunter die protestantische Kirche und die katholische Kirche St. Leo der Große.

### Museen
Vor Ort befindet sich das Sozialhistorische Zigarrenfabrikmuseum der Pfalz.

## Wirtschaft und Infrastruktur

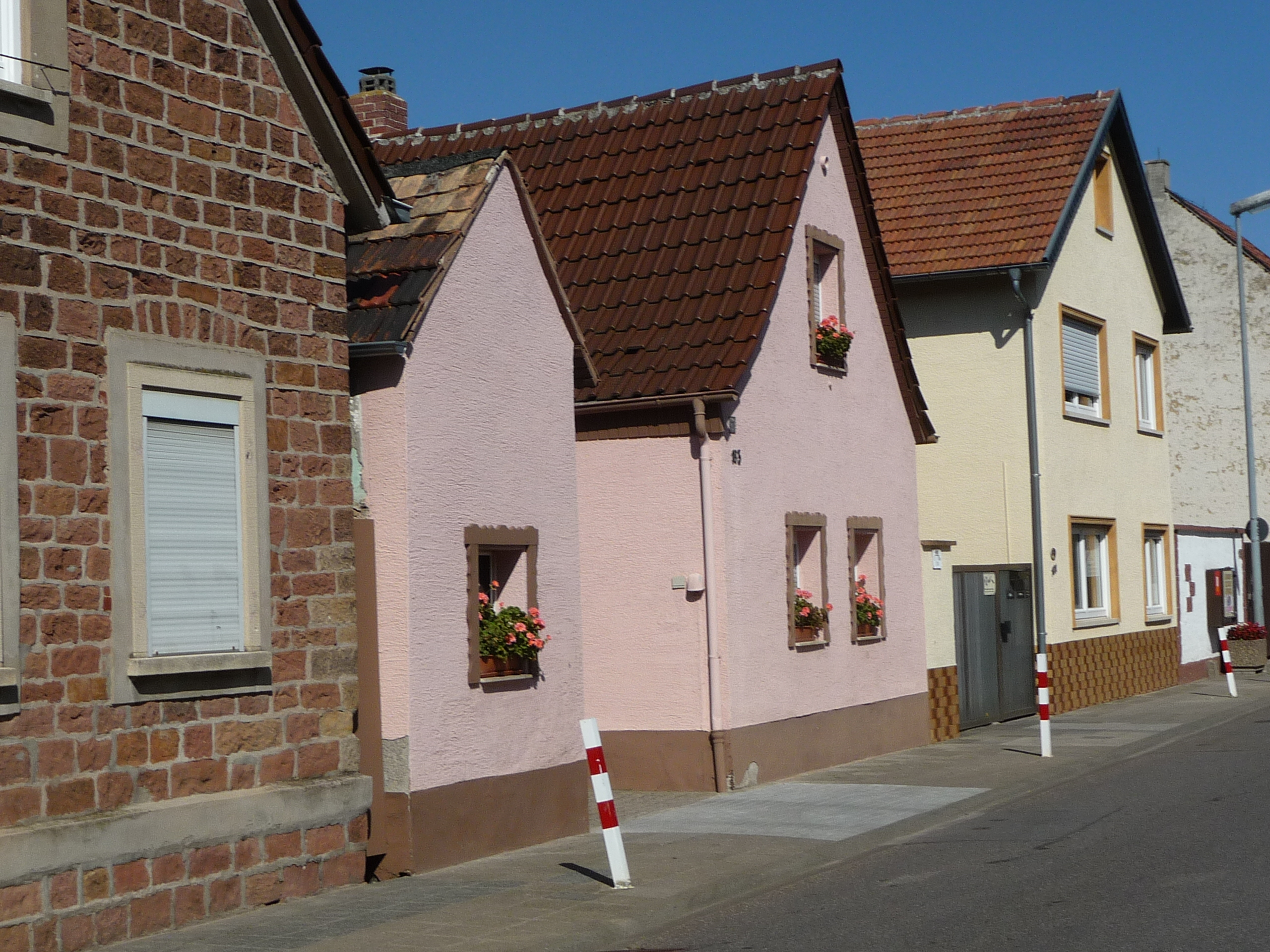
Straße innerhalb von Rödersheim-Gronau

### Wirtschaft
Die Raiffeisenbank Freinsheim besaß vor Ort eine Filiale, ehe sie 2021 in der Vereinigten VR Bank Kur- und Rheinpfalz aufging. Rödersheim-Gronau ist ein Winzerort und als solcher Teil des Weinanbaugebiets Pfalz. Innerhalb des Gemeindegebiets existiert die Einzellage Fuchsloch, die Bestandteil der Großlage Deidesheimer Hofstück ist.

### Verkehr
Mitten durch den Ort führt die aus Hochdorf-Assenheim kommende Kreisstraße 19, die am westlichen Ortsrand in die Kreisstraße 20 mündet. Letztere schafft eine Verbindung mit Gönnheim und Meckenheim.

### Behörden
Die Gemeinde gehört zum Zuständigkeitsbereich des Amtsgericht Ludwigshafen am Rhein.

## Persönlichkeiten

### Söhne und Töchter der Gemeinde
- Nikolaus Hofen (* 1938), Pädagoge und Dichter
- Petra E. Jörns (* 1964), Schriftstellerin

### Mit Rödersheim-Gronau verbunden
- Thorsten Bach (* 1965), Chemiker, wuchs in Rödersheim-Gronau auf
- Ralf Frohnhäuser, Lehrer, seit 2016 Jurymitglied beim Mundartwettbewerb Dannstadter Höhe
- Sophia Hanke (* 16. Januar 1996), 2021/22 Pfälzische Weinkönigin
- Anna-Elisabeth Vanselow, Trägerin des Verdienstorden des Landes Rheinland-Pfalz